# Большой Удрай
Большой Удрай (Удрай) — река в России, протекает по Новосокольническому району и Великолукском районе Псковской области.

## Гидрология и гидрография
Река вытекает из озера Удрай. В верхнем течении река называется Удрай, далее (после впадения Лучицы и Каменки) Большой Удрай. Направление течения — на северо-восток.
Устье реки находится у деревни Тулубьево Горицкой волости в 30 км по правому берегу реки Насва (приток Ловати). Длина реки составляет 50 км, площадь водосборного бассейна — 818 км².

## Данные водного реестра
По данным государственного водного реестра России относится к Балтийскому бассейновому округу, водохозяйственный участок реки — Ловать и Пола, речной подбассейн реки — Волхов. Относится к речному бассейну реки Нева (включая бассейны рек Онежского и Ладожского озера).
Код объекта в государственном водном реестре — 01040200312102000022851.

### Притоки
(указано расстояние от устья)
- 1,3 км: река Рачица (лв)
- 14 км: река Стербень (пр)
- 21 км: река Выдега (Выдеча) (пр)
- 39 км: река Каменка (лв)
- 44 км: река Лучица (Лужковка) (лв)
- 48 км: река Лохновка (лв)

## Населённые пункты
У истока по берегам расположены деревни Маевской волости: Станьково, Копытово. Далее река протекает через Окнийская волость (деревни Молоди, Старосокольники, Синяково, Васютино). Затем река протекает в 2 км от районного центра Новосокольники через Новосокольническую волость, в этой волости на берегу реки стоят деревни Акулино, Бурехино. В Бологовской волости на реке стоят деревни Петрушино, Бор (центр волости).
Дальше река протекает в Горицкой волости Великолукского района. Здесь она протекает мимо деревень Кучино, Иваново, и впадает в Насву у Тулубьево.